# 1952年中国大陆
| 中国历史 / 中国历史年表 |
| 世紀： 19世纪中国 / 20世纪中国 / 21世纪中国 |
| 年代： 1920年代中国 / 1930年代中国 / 1940年代中国 / 1950年代中国大陆 / 1960年代中国大陆 / 1970年代中国大陆 / 1980年代中国大陆                         |
| 年份： 1948年中国 / 1949年中国 / 1950年中国大陆 / 1951年中国大陆 / 1952年中国大陆 / 1953年中国大陆 / 1954年中国大陆 / 1955年中国大陆 / 1956年中国大陆 |
| 纪年： 壬辰年（龙年）、中华人民共和国成立3周年 |

## 水灾
农田受灾面积279.4公顷。鄂东地区、汉江下游、渭河中下游、桂北地区水灾。浙、闽沿海40万公顷农田受灾，死800余人。  

## 大事記
- 全國工農業總產值達到827億2千萬元，比1949年增長77.5%，比解放前歷史最高水平的1936年增長20%[1]:974。
- 中华人民共和国行政区重新区划。

### 1月
- 1月4日——中共中央發出指示，要求各單位立即限期發動群眾開展三反鬥爭[1]:958-959。劉少奇離開杭州，短暫停留南昌、長沙、武漢後於1月24日回到北京[2]:649。
- 1月9日——周恩來主持召開中央一級黨政軍和群眾團體的幹部大會，由中央節約檢查委員會主任薄一波作《為深入地普遍地開展反貪污、反浪費、反官僚主義運動而鬥爭》之報告[1]:959。
- 1月10日——中共西藏工作委员会成立。张德武任书记，张国华、谭冠三、范明任副书记。
- 1月15日——江苏省武进县牛塘桥恒兴仁记油厂锅炉爆炸，死伤多人。
- 1月26日——毛澤東為中共中央起草《關於首先在大中城市開展五反鬥爭的指示》發出後，「五反」运动就在全國迅速展開[3]:221。周恩來為中共中央起草之致各地徵詢對《懲治貪污條例》意見之電報中，提出「多數從寬、少數從嚴、以前從輕、以後從重」之量刑方針，並估計在已發現貪污行之的人中需要處刑者約為5-10%[1]:960-961。
- 1月下旬——劉少奇回到北京後，參與領導「三反」、「五反」運動[2]:650。

### 2月
- 在陳雲主持下，各財政部門已分別搞出第一個五年計劃期間初步設想之材料[1]:965。
- 2萬餘名志愿军戰俘中，不願遣返者達1萬6千名。
- 2月4日——面對劉青山、張子善，周恩來批准河北省人民政府主席楊秀峰之報告：「判處死刑，立即執行。」[1]:961
- 2月10日——刘青山、张子善被处决。
- 2月17日——朝鮮戰爭停战谈判第五项议程达成协议。
- 2月22日——政务院第一百二十五次会议通过《中华人民共和国民族区域自治实施纲要》、《各级人民政府民族事务委员会试行组织通则》、《政务院关于地方民族民主联合政府实施办法的决定》、《政务院关于保障一切散居的少数民族成份享有民族平等权利的决定》。

### 3月
- 3月8日——外交部长周恩来发表《严重抗议美国政府使用细菌武器屠杀中国人民、侵犯中国领空的声明》：美军自1952年1月28日在朝鲜发动了大规模细菌战，自2月29日起至3月5日止，先后以军用飞机68批，448架次侵入中国东北领空，并在抚顺、新民、安东、宽甸、临江等地撒布大量传播细菌的昆虫，对临江、长甸河口进行轰炸扫射。

### 4月
- 山东泰安马庄，敬奠瀛遭批斗并被捕，耶稣家庭解散。
- 4月1日——西藏政府司曹（代理司伦）鲁康娃·泽旺饶登和罗桑扎喜组织人民会议，向张德武提出解放军撤出西藏，派藏军包围张德武住宅。
- 4月5日——中央軍委致聶榮臻、劉瀾濤並告各大軍區、志願軍司令部電：「對起義部隊的三反運動，重點在教育改造，保證以後不犯，而不再追貪贓法辦。只對其中不堪造就的分子，則可借此淘汰一批，但亦不宜占起義軍官的比例過大。……真正實行革命政治制度、即實行民主改革以後。」[1]:961
- 4月10日——基督徒领袖倪柝声在东北被秘密逮捕。
- 4月21日——中共中央致中南局電：「打擊大工商業戶面過大，而且工比商大……仔細加以檢查」[1]:962。

### 5月
- 5月5日——周恩來和潘迪特夫人談話記錄：「停戰談判所談的，主要是四個問題，現在除一個問題外，都已基本上取得協議。而美國政府還在這個僅剩的問題上無理地拖延談判。……唯一尚未解決的問題是戰俘問題。本來按照美國政府所曾簽字的一九四九年日內瓦公約，戰爭一旦停止，雙方即應無條件地釋放並遣返所有戰俘。因此，這本來是很簡單，而不應該成為問題的。但美國政府卻無理由地以此拖延會議。……我們不想壓倒對方，我們所要求的就是：公平與合理。」[1]:942
- 5月21日——駐守關閘附近的中國人民解放军士兵向一艘據稱闖入中國水域的澳门漁船開火。迅速趕到事件現場附近的中國炮艇受到在鄰近遊弋的澳門水警稽查隊快艇襲擊，導致雙方交火。
- 5月24日——开始大規模掃盲運動。
- 5月30日——周恩來在第138次政務會議上的發言記錄：「我們辦事要公道。……但對絕大多數的要從寛處理。他們有犯錯的一面，應該嚴肅指出：好的地方，也應該表揚。……不要把利潤高的就算暴利，這樣沒有標準，容易搞亂……五反運動的目的是要去掉五毒，改造社會。因此，一律不再繼續搞下去了，沒有搞的地方一律不搞了。」[1]:963

### 6月
- 全國工商業聯合會舉行籌備代表會議，周恩來和陳雲在會上講話，重申國家對私營工商業實行「公私兼顧，勞資兩利」之政策，並對如何正確認識三反五反運動之意義以及闡述工商業之前途等問題[1]:964。
- 《一九五三年至一九五七年計劃輪廓（草案）》勾畫出中國鋼鐵、機械、煤炭、石油、電力等10幾個工業部門之建設指標，總體規劃重大水利、鐵路、橋梁建設，大致形成中國工業建設之框架設想，形成「一五」計劃的最初藍本[2]:701-702。
- 6月13日——周恩來簽署發布《政務院關於結束五反运动中幾個問題的指示》[1]:963。
- 6月19日——周恩来谈中国民族资产阶级问题。
- 6月20日——荆江分洪工程完工。
- 6月23日——班禅额尔德尼·确吉坚赞在日喀则升座参禅。

### 7月
- 彭德懷從朝鮮回國，中央軍委日常工作改由彭德懷主持[1]:933。
- 7月9日——周恩來致毛澤東並朱、劉、彭、林的信：「彭德懷同志自即日起過問軍委日常工作，直接向主席和中央負責。以後一切經過我處轉呈主席或主席交我閱辦的軍委文電，均改送彭副主席處理。」[1]:965-966
- 7月15日——關閘事件。
- 7月25日——凌晨中国代表团出发，于29日11时抵达赫尔辛基，参加奥运会，仅吴传玉一人赶上了游泳比赛。

### 8月
- 8月1日——人民英雄纪念碑在天安门广场动工兴建。
- 8月6日——政务院颁布《关于劳动就业问题的决定》。
- 8月7日——中央人民政府任命鄧小平為政務院副總理[1]:972。
- 8月13日——周恩來和鄧小平談政務院工作，並在政務會議宣布：在他訪蘇期間，由鄧小平代理總理職務[1]:972。
- 8月15日——周恩來率領中國政府代表團訪問蘇聯，同斯大林和蘇共中央交換意見，商談有關問題；代表團成員有陈云、李富春、张闻天、粟裕[1]:972。
- 8月17日——周恩来率領中國政府代表团到達莫斯科，在8月20日、9月3日、9月19日同斯大林舉行三次會談[1]:972。

### 9月
- 9月15日——中苏双方通過《关于中国长春铁路移交中华人民共和国政府的公报》，交换《关于延长共同使用中国旅顺口海军根据地期限的换文》，簽訂《關於橡膠技術合作協定》[1]:973。
- 9月20日——空2师6团何中道、李永年击落美军B-29轰炸机1架。
- 9月22日——周恩來、陳雲、粟裕等離開莫斯科回國，李富春代理代表團團長職務，仍留在莫斯科[1]:973。
- 9月24日——中共中央書記處會議聽取周恩來滙報關於第一個五年計劃同蘇聯商談情形，毛澤東提出十年到十五年基本上完成社會主義，不是十年以後才過渡到社會主義[2]:658。
- 9月30日——西康省西昌专区地震，一个月内余震20多次。

### 10月
- 蘇共中央準備召開第十九次全國代表大會，邀請中共中央派代表團參加，中共中央決定由劉少奇率代表團出席[2]:659。
- 10月8日——美方單方面宣布中止朝鮮停戰談判[1]:942。
- 10月11日——南日島戰役。
- 10月13日——亚洲及太平洋区域和平会议大会执行主席彭真主持通过《告全世界人民书》。
- 10月14日——上甘岭战役开始，美軍在一個半月內，每天平均發射炮彈24,000多發、出動飛機80多架次、出動坦克30至70輛，山頭被削低2米；志願軍依托坑道工事，打退敵人900多次衝擊，殲敵25,000多人[1]:942。
- 10月25日——中共中央批准關於結束「三反」、「五反」運動之兩個報告[2]:657。
- 10月26日——美国空军F-84战斗机8架侵入辽东省辑安县上空扫射，被解放军地面防空部队击落1架，活捉驾驶员拉尔·卡麦隆。

### 11月
- 11月22日——空2师6团MIG-15杨木易、何中道双机在上海外海击落美军PB4Y-2侦察机一架。何中道飞机也被击落，牺牲。
- 11月29日——唐奈与费克图等四人乘坐美国中央情报局一架无任何标志的C-47型间谍机飞往中国吉林，任务接回一名特务，被解放军击落，两名美国驾驶员当场死亡，唐、费二人在跳伞后被活捉。

### 12月
- 12月11日——周恩來在全國衛生工作會議和幾個專業會議上的報告記錄：「在建設中，任何部門都不要只探求數目字。當然，數目字是一個標準。任何工作、任何計劃、任何運動，沒有數目字就沒有方向，沒有標準，就不能夠按計劃前進。可是，單單探求數目字，那就會變成盲目，變成龐大，變成浪費。」[1]:978
- 12月22日——中共中央《關於編制一九五三年計劃及長期計劃綱要的指示》：「國家大規模的經濟建設業已開始。這一建設規模之大，投資之巨，在中國歷史上都是空前的。」[1]:973
- 12月24日——全國政協常委會第四十三次會議，周恩來代表中共中央説明由全國政協向中央人民政府委員會提出召開全國人民代表大會和地方各級人民代表大會的建議[2]:696。